# KBS 제1라디오 정오종합뉴스
KBS 제1라디오 정오종합뉴스는 KBS 제1라디오에서 매일 낮 12시에 방송하는 KBS 제1라디오의 낮 종합뉴스 프로그램이다.

## 앵커

### 평일
- 이규봉 아나운서 (남)

### 주말, 공휴일
- 장웅 아나운서 (남)

## 지역 방송국 프로그램
| 방송국          | 프로그램 타이틀                           | 주중 진행자               |
| --------------- | ----------------------------------------- | ------------------------- |
| KBS본사         | KBS 제1라디오 정오종합뉴스 (서울본국)     | 이규봉                    |
| KBS춘천         | KBS 제1라디오 정오종합뉴스 춘천           | 김서련                    |
| KBS원주         | KBS 제1라디오 정오종합뉴스 원주           | 이은주                    |
| KBS강릉         | KBS 제1라디오 정오종합뉴스 강릉           | 김경미                    |
| KBS충주         | KBS 제1라디오 정오종합뉴스 충주           | 장예진                    |
| KBS부산         | KBS 제1라디오 정오종합뉴스 부산           | 정재희                    |
| KBS울산         | KBS 제1라디오 정오종합뉴스 울산           | 가은혜                    |
| KBS창원 KBS진주 | KBS 제1라디오 정오종합뉴스 경남           | 윤준건 or 이지은 (무작위) |
| KBS대구         | KBS 제1라디오 정오종합뉴스 대구·경북      | 이채령                    |
| KBS포항         | KBS 제1라디오 정오종합뉴스 포항           | 최용수                    |
| KBS안동         | KBS 제1라디오 정오종합뉴스 안동           | 김명근                    |
| KBS광주         | KBS 제1라디오 정오종합뉴스 광주·전남      | 정은아                    |
| KBS목포         | KBS 제1라디오 정오종합뉴스 목포           | 김예은                    |
| KBS순천         | KBS 제1라디오 정오종합뉴스 전남 동부      | 황윤진                    |
| KBS제주         | KBS 제1라디오 정오종합뉴스 제주           | 정현정                    |
| KBS대전         | KBS 제1라디오 정오종합뉴스 대전 세종 충남 | 무작위                    |
| KBS청주         | KBS 제1라디오 정오종합뉴스 청주           | 무작위                    |
| KBS전주         | KBS 제1라디오 정오종합뉴스 전북권         | 무작위                    |

## 동시 시간대 뉴스 프로그램
- MBC 정오종합뉴스 (MBC 표준FM)
- cpbc 정오종합뉴스 (평일) (cpbc 가톨릭평화방송)
- BBS 정오종합뉴스 (평일) (BBS FM)
- 경인방송 정오종합뉴스 (경인방송)
- TBS 정오뉴스 (TBS FM)
- TBN 정오뉴스 (평일) (TBN 한국교통방송)
- KFN 라디오 뉴스 (평일) (KFN 라디오)

| KBS 1라디오 평일 프로그램      |                                               |                                                           |
| 이전                           | KBS 제1라디오 정오종합뉴스                    | 다음                                                      |
| KBS 1라디오 오늘 세계는        | KBS 제1라디오 정오종합뉴스                    | 세상의 모든 정보                                          |
| 오전 11시 5분 ~ 오전 11시 57분 | 낮 12시 ~ 낮 12시 20분 낮 12시 ~ 낮 12시 15분 | 낮 12시 20분 ~ 오후 1시 58분 낮 12시 15분 ~ 오후 1시 58분 |
|                                |                                               |                                                           |

| KBS 1라디오 주말 프로그램                       |                            |                              |
| 이전                                            | KBS 제1라디오 정오종합뉴스 | 다음                         |
| 경제세미나 (토요일) 작은 서점 (재방송) (일요일) | KBS 제1라디오 정오종합뉴스 | 정관용의 시사본부            |
| 오전 11시 5분 ~ 오전 11시 58분                  | 낮 12시 ~ 낮 12시 10분     | 낮 12시 10분 ~ 오후 1시 58분 |
|                                                 |                            |                              |

| KBS춘천 1라디오 평일 프로그램  |                                                           |                              |
| 이전                           | KBS 제1라디오 정오종합뉴스 KBS춘천 제1라디오 정오종합뉴스 | 다음                         |
| KBS 1라디오 오늘 세계는        | KBS 제1라디오 정오종합뉴스 KBS춘천 제1라디오 정오종합뉴스 | 세상의 모든 정보             |
| 오전 11시 5분 ~ 오전 11시 57분 | 낮 12시 ~ 낮 12시 20분                                    | 낮 12시 20분 ~ 오후 1시 58분 |
|                                |                                                           |                              |

| KBS춘천 1라디오 주말 프로그램                   |                            |                              |
| 이전                                            | KBS 제1라디오 정오종합뉴스 | 다음                         |
| 경제세미나 (토요일) 작은 서점 (재방송) (일요일) | KBS 제1라디오 정오종합뉴스 | 정관용의 시사본부            |
| 오전 11시 5분 ~ 오전 11시 58분                  | 낮 12시 ~ 낮 12시 10분     | 낮 12시 10분 ~ 오후 1시 58분 |
|                                                 |                            |                              |